# Adrien Gouffier de Boisy
Pour les articles homonymes, voir Gouffier et Gouffier de Boisy.
Adrien Gouffier de Boisy, né vers 1479 et mort vers le 24 juillet 1523, est un cardinal-légat et grand aumônier de France, évêque de Coutances puis d’Albi, grand aumônier de France. Il a été légat a latere du pape en 1519-1520.

## Biographie

### Naissance et famille
Adrien Gouffier de Boisy est l’un des enfants du second mariage, en 1472, de Guillaume Gouffier, seigneur de Boisy, et de Philippine de Montmorency. Ils ont eu sept autres enfants : Artus, Louis, Pierre, Guillaume, Charlotte, Anne et Aymar.
Adrien ne fut pas le seul ecclésiastique de la famille : ses frères Louis, Pierre et Aymar ont également fait carrière dans l’Église. Si Louis est décédé encore très jeune, dès 1503, Pierre et Aymar ont, comme Adrien, cumulé certains des plus importants bénéfices ecclésiastiques. Pierre fut abbé de Saint-Denis jusqu’à son décès en 1517. Non content de lui succéder à Saint-Denis, Aymar devient en 1518 abbé de Cluny, cumulant ainsi sur son seul nom deux des plus riches établissements monastiques de France. En 1523, il succède à son autre frère Adrien en tant qu’évêque d’Albi.
Il eut une fille nommée Marguerite qui fut légitimée bien après sa mort en février 1543.

### Ascension au sein de l’Église
Il devient évêque de Coutances en 1510, c’est avec l’avènement de François Ier que sa carrière prend sa pleine dimension, du fait de l’immense faveur dont jouissent auprès du jeune roi ses deux frères Artus et Guillaume. Ainsi, dès l’avènement, il devient grand aumônier de France. 
Il est fait cardinal le 14 décembre 1515, à l’occasion de sa rencontre avec François Ier, Léon X le fait cardinal. C’est en 1519 que sa carrière atteint son apogée, avec sa nomination pour un an par le même Léon X comme légat a latere dans le royaume de France.
En 1519 est transféré à l’évêché d'Albi. Réuni à Gaillac, à cause de la peste qui étendait ses ravages à Albi, le chapitre de Sainte-Cécile reconnut Adrien Gouffier de Boisy pour son véritable évêque. Ce prélat ne prit son siège que le 16 novembre 1522. Dès son arrivée il alla visiter les reliques de Saint Salvy, évêque d'Albi, et se dirigea vers le palais épiscopal accompagné de l’évêque d'Angoulême Antoine d'Estaing, des abbés de Bonne-Combe et de Gaillac, des consuls Salvi de Salgues, Pierre de Plieux, Simon Saunalh, Antoine Steve, Jean Jean, Roger Contié ainsi que de Philippe de Rabastens, vicomte de Paulin, du baron de Lescure, des officiers du roi et de plusieurs autres notables du pays.
Il teste le 22 juillet 1523 et meurt quelques jours plus tard au château de Villandry en Touraine, et fut inhumé dans l’abbaye de Bourgueil.
De tous ses frères ayant fait carrière dans l’Église, Adrien est cependant le seul à avoir joué un rôle politique, aux côtés, quoiqu'un peu en retrait, d’Artus, grand maître de France, et Guillaume, amiral de France : en 1518, François Ier pouvait ainsi écrire qu’Artus, Guillaume et Adrien Gouffier sont « prouchains de nous et ayant la principalle charge et conduite de nos faits et affaires ».